# August Theodor Friedrich Steinhausen
August Theodor Friedrich Steinhausen (* 6. Oktober 1838 in Wahlstatt; † 31. Oktober 1917 in Frankfurt am Main) war königlich preußischer Generalleutnant und zuletzt Chef der topographischen Abteilung der Landesaufnahme und dann noch Lehrer an der Kriegsakademie.

## Herkunft
Seine Eltern waren der Oberstabsarzt im 8. Infanterieregiment Friedrich August Wilhelm Steinhausen (* 20. Oktober 1800; † 15. Juli 1855) und dessen Ehefrau Auguste Henriette Naphtali (* 5. November 1804; † 6. Januar 1870). Der Schriftsteller Heinrich Steinhausen (* 27. Juli 1836; † 26. Mai 1917), der Maler Wilhelm Steinhausen (* 2. Februar 1846; † 5. Januar 1924) waren seine Brüder. Sein Bruder August (1834–1897) wurde Militärarzt.

## Leben
Er erhielt seine Schulbildung auf dem Gymnasien von Sorau, Posen und Berlin. Anschließend ging er am 23. Juni 1853 als Kadett nach Potsdam und am 1. Mai 1856 als Kadett nach Berlin. Nach seinem Abschluss kam er am 8. Mai 1858 als Seconde-Lieutenant in das 34. Infanterieregiment. Vom 1. Oktober 1861 bis zum 31. Juli 1864 war er dann an die Kriegsakademie abkommandiert. Anschließend wurde er am 1. Oktober 1864 in die 8. Artilleriebrigade abkommandiert. Von dort kam er am 14. Februar 1865 in die trigonometrische Abteilung des Großen Generalstabs, am 11. November 1865 wurde er dort zum Premier-Lieutenant befördert. Während des Deutschen Krieges von 1866 kämpfte er bei Münchengrätz und Königgrätz.
Nach dem Krieg wurde er am 30. Oktober 1866 in das 79. Infanterieregiment und wurde von dort in das Büro für Landestriangulation abkommandiert. Am 18. Juni 1869 kam er als Vermessungsassistent in den Nebenetat des Großen Generalstabs und wurde dazu a la suite des 19. Infanterieregiments gestellt. Am 6. Juli 1869 wurde er dort zum Hauptmann befördert. Während des Deutsch-Französischen Krieges kam er dann vom 23. Juli 1870 bis zum 23. Mai 1871 als Kompanieführer in das mobilisierte 19. Infanterieregiment. Während des Feldzuges kämpfte er bei Metz, Noisseville und St. Quentin. Ferner befand er sich bei der Beobachtung von Mezieres, der Einschließung von Peronne sowie den Gefechten bei Malroy und Rupigny, im Gefecht bei Bellevue wurde er dann durch einen Streifschuss am Knie leicht verwundet. Für den Feldzug erhielt er das Eiserne Kreuz 2. Klasse.
Nach dem Krieg wurde er am 26. März 1872 zum Bürovorstand der Zentraldirektion der Vermessung in preußischen Staat ernannt. Unter Belassung dieser Stellung wurde er am 23. Januar 1875 a la suite des Generalstabes gestellt und am 27. Juli 1875 zum Major befördert. Anschließend wurde er am 20. Juni 1882 zum Chef der kartographischen Abteilung der Landesaufnahme ernannt und dort am 13. September 1882 zum Oberstleutnant sowie am 18. September 1886 zum Oberst befördert. Am 15. Februar 1887 wurde er zum Chef der topographischen Abteilung der Landesaufnahme ernannt. Anschließend wurde er am 1. Oktober 1887 als Lehrer in die Kriegsakademie versetzt. Am 18. Januar 1889 erhielt er den Kronen-Orden 2. Klasse; am 13. August 1889 erhielt er auch den Rang und die Gebührnisse eines Brigadekommandeurs sowie am 13. Oktober 1889 die Beförderung zum Generalmajor. Am 13. Juni 1890 wurde er dann auch noch Mitglied der Studienkommission der Kriegsakademie. Am 18. Januar 1892 bekam er den Roten Adlerorden 2. Klasse mit Eichenlaub und am 28. Juli 1892 den Charakter als Generalleutnant. Aber am 14. Januar 1893 mit Pension zur Disposition gestellt und dazu mit dem Stern zum Kronen-Orden geehrt, er blieb aber noch bis zum 19. Dezember 1895 Mitglied der Studienkommission der Kriegsakademie. Abschließend bekam er auch noch den Stern zum Roten Adlerorden.
Er starb am 31. Oktober 1917 in Frankfurt am Main.
Moltke schrieb am 16. November 1879 in seiner Beurteilung: Major Steinhausen versieht seine Geschäfte mit stets gleichbleibendem Eifer und bestem Erfolg. Er ist sehr gewandt mit der Feder, gut unterrichtet und auch für den Dienst in der Truppe vollkommen geeignet. Er empfiehlt sich durch äußere Erscheinung und tadelloses Verhalten in und außer Dienst.

## Familie
Steinhausen heiratete am 8. Oktober 1869 in Blüthen bei Perleberg Margarete Werth.